# Người Canada gốc Bosnia
Người Canada gốc Bosnia là công dân Canada có tổ tiên có thể được truy tìm từ Bosna và Hercegovina. Tại cuộc điều tra Điều tra dân số Canada, 22.920 người nói rằng họ là người gốc Bosnia.
Phần lớn người Canada gốc Bosnia di cư đến Canada với tư cách người tị nạn trong và sau Chiến tranh Bosnia, kéo dài từ năm 1992-1995. Tuy nhiên, lịch sử của những người Bosnia đến Canada bắt đầu từ thế kỷ 19.